# سياسة حسن الجوار
كانت سياسة حسن الجوار (بالإسبانية: Política de buena vecindad)‏ السياسة الخارجية لإدارة رئيس الولايات المتحدة فرانكلين روزفلت تجاه أمريكا اللاتينية، وكان روزفلت أول من نفذ هذه السياسة. استخدم الرئيس وودرو ويلسون هذا المصطلح سابقًا، ولكنه استمر لاحقًا في تبرير تورط الولايات المتحدة في الثورة المكسيكية واحتلال الولايات المتحدة لهايتي. صاغ السناتور هنري كلاي مصطلح حسن الجوار في القرن الماضي. انقلب الرئيس هربرت هوفر ضد التدخل وطور السياسات التي أتقنها روزفلت.
كان المبدأ الرئيسي للسياسة هو عدم عرقلة وعدم التدخل في الشؤون الداخلية لأمريكا اللاتينية. عززت هذه السياسة فكرة أن الولايات المتحدة ستكون «جارة جيدة»، وستنخرط في تبادلات مع دول أمريكا اللاتينية. توقعت إدارة روزفلت بشكل عام أن هذه السياسة الجديدة ستخلق فرصًا اقتصادية جديدة في شكل اتفاقيات تجارية متبادلة، وتعيد تأكيد نفوذ الولايات المتحدة في أمريكا اللاتينية، ولكن لم تقتنع العديد من حكومات أمريكا اللاتينية بذلك.

## إدارة روزفلت

### السياسة
أعلن روزفلت في 4 مارس عام 1933، خلال خطابه الافتتاحي في محاولة للتنديد بالتدخل الأمريكي السابق وكبح مخاوف أمريكا اللاتينية اللاحقة، «سأكرس هذه الأمة لسياسة حسن الجوار في مجال السياسة العالمية، إن الجار الذي يحترم نفسه دومًا فإنه ينطلق من ذلك باحترام حقوق الآخرين؛ ويحترم التزاماته ويحترم قدسية اتفاقياته في عالم من الجيران ومعه». سعى روزفلت إلى الابتعاد عن تأكيد القوة العسكرية في المنطقة ودول أمريكا الوسطى والجنوبية؛ وذلك من أجل خلق علاقة ودية بين الولايات المتحدة ودول أمريكا الوسطى والجنوبية. أكد وزير خارجية روزفلت كورديل هل هذا الموقف في مؤتمر للدول الأمريكية في مونتفيدو في ديسمبر عام 1933. قال هل: «لا يحق لأي دولة التدخل في الشؤون الداخلية أو الخارجية لدولة أخرى». أكدت السياسة في ديسمبر من نفس العام: «إن السياسة المحددة للولايات المتحدة من الآن فصاعدًا هي سياسة تعارض التدخل المسلح».

### التأثير
أنهت سياسة حسن الجوار احتلال مشاة البحرية الأمريكية لهايتي في عام 1934؛ وأدت إلى إلغاء تعديل بلات بموجب معاهدة العلاقات مع كوبا في عام 1934؛ والتفاوض بشأن التعويض عن تأميم المكسيك لأصول النفط ذات الأصول الأجنبية في عام 1938.
تعاقدت اللجنة البحرية الأمريكية مع سلسلة شركات مور ماكورماك للشحن البحري لتشغيل «أسطول حسن الجوار» المكون من عشر سفن شحن وثلاث عابرات بحرية منتظمة (سفن) وُضِعت مؤخرًا بين الولايات المتحدة وأمريكا الجنوبية. استُخدِمت سفن الركاب مثل سفينة إس إس كاليفورنيا التابعة لخطوط بنما باسيفيك وسفينة فيرجينيا وبنسيلفانيا المعطَلة حاليًا. جددت شركة مور ماكورماك هذه السفن وأطلقت عليهم اسم إس إس أوروغواي، وإس إس برازيل وإس إس أرجنتينا؛ وأصبح مسارهم الجديد بين نيويورك وبوينس آيرس عبر ريو دي جانيرو وسانتوس ومونتفيدو.
سعت السياسة إلى إعادة تعريف الطريقة التي ينظر بها الأمريكيين إلى أمريكا اللاتينية، وذلك مع الحفاظ في نفس الوقت على وحدة نصف الكرة الأرضية. أنشأ روزفلت من أجل تحقيق ذلك مكتب منسق شؤون البلدان الأمريكية في أغسطس عام 1940، وعين نيلسون روكفلر لرئاسته. كان المكتب في الأساس أداة دعاية تستخدمها الولايات المتحدة للتعريف بمجتمع أمريكا اللاتينية من وجهة نظرها. هدف قسم واحد داخل المكتب، وهو قسم الأفلام السينمائية، برئاسة جون هاي ويتني، بشكل رئيسي إلى إلغاء الصور النمطية الموجودة مسبقًا لأمريكا اللاتينية، والتي كانت سائدة في جميع أنحاء المجتمع الأمريكي.
كان ويتني مقتنعًا «بالقوة التي يمكن أن تمارسها أفلام هوليوود في الحملة ذات الشقين لكسب قلوب وعقول الأمريكيين اللاتينيين ولإقناع الأمريكيين بفوائد الصداقة الأمريكية». حث ويتني استوديوهات الأفلام على توظيف الأمريكيين اللاتينيين وإنتاج أفلام تضع أمريكا اللاتينية في صورة مواتية من أجل تحقيق ذلك. حث صانعو الأفلام على الامتناع عن إنتاج الأفلام التي تديم القوالب النمطية السلبية. صوِّر الأمريكيين اللاتينيين من الناحية التاريخية بشكل غير لائق على أنهم كسالى ومتخلفين ومريبين. ظهرت بعد ذلك نجمة سينمائية واحدة تُدعى كارمن ميرندا تُستخدم أفلامها كمنتج لتعزيز العلاقات الإيجابية في نصف الكرة الغربي، مثل فلم كل العصابة هنا، بشكل صريح للترويج لسياسة حسن الجوار.
تعاون إدموند تشيستر في عام 1941 أيضًا في إذاعة سي بي إس مع المكتب لإنشاء شبكة إذاعية باسم «شبكة الأمريكتين» لبث الأخبار والبرامج الثقافية التي تعكس سياسة روزفلت لحسن الجوار؛ ونزعة الوحدة الأمريكية في جميع أنحاء أمريكا اللاتينية خلال الحرب العالمية الثانية. أصر الصحفي المحترف تشيستر على تقديم برامج إخبارية دقيقة، بالإضافة إلى البرامج الثقافية، التي بددت الصورة النمطية السلبية للأمريكيين الذين يكدحون كالأجهزة الآلية في آلة صناعية وطنية. شمل التأثير الثقافي للسياسة أيضًا إطلاق برنامجي فيفا أمريكا وهيلو أميريكانزعلى إذاعة سي بي إس، وفلمي والت ديزني تحياتي أصدقائي (1942) وكاباليروس الثلاثة (1944).
كانت أمريكا اللاتينية بحلول نهاية الحرب العالمية الثانية المنطقة الأكثر دعمًا للسياسة الخارجية الأمريكية وفقًا لأحد المؤرخين.

### المزيد من التأثير
انهار السلام العالمي بحلول عام 1936، فكانت دول في أجزاء من أوروبا، وآسيا، وأفريقيا في حالة حرب. دعت الولايات المتحدة على هذه الخلفية منظمة الدول الأمريكية إلى اجتماع خاص. انعقد مؤتمر الدول الأمريكية للحفاظ على السلام في بوينس آيرس في الفترة بين 3 ديسمبر و26 ديسمبر عام 1936، وحظي باهتمام كبير من دول النصف الغربي من الكرة الأرضية. حضر فرانكلين دي. روزفلت الاجتماع شخصيًا وألقى خطابًا قال فيه إن الدول الأمريكية مصممة على العيش في سلام، وأنه إذا كان هناك أي عدوان من الخارج، فإن دول النصف الغربي للكرة الأرضية مستعدة تمامًا للتفاوض من أجلها مصالحها وأمنها المشتركين.
أدت النتائج المهمة لمؤتمر بوينس آيرس في عام 1936 إلى تطورات أخرى في مؤتمر الدول الأمريكية في ليما عام 1938؛ ووافق مؤتمر الدول الأمريكية في إعلان على تسوية جميع النزاعات بالطرق السلمية، والامتناع عن التدخل في الشؤون الداخلية للدول الأخرى، وذلك لرفض الاعتراف بالأراضي المستولى عليها، وتجريم تحصيل الديون بالقوة. كان من المقرر أن يُعرف الإعلان باسم «إعلان ليما».

### المعرض العالمي لعام 1939
كان معرض نيويورك العالمي لعام 1939 مجرد مكان لتعزيز علاقات الجوار بين الولايات المتحدة وأمريكا اللاتينية. كان المعرض العالمي، الذي حدث على خلفية التهديد النازي المتزايد، محاولة للهروب من احتمالية الحرب التي تلوح في الأفق، وتعزيز السلام والاعتماد المتبادل بين الأمم. كان المعرض المكان المناسب لإعادة تعريف الصور النمطية السلبية لأمريكا اللاتينية لضمه أكثر من 60 دولة كان بعضها من أمريكا اللاتينية. كانت الأرجنتين، والبرازيل، وتشيلي، وفنزويلا، وكوبا، والمكسيك، ونيكاراغوا واتحاد البلدان الأمريكية ممثلة في المعرض العالمي. انتهزت كل دولة الفرصة لعرض بلدها، وجعله أكثر جاذبية لأولئك في جميع أنحاء العالم، وخاصة في الولايات المتحدة. روجت كل دولة للسياحة في محاولة لزيادة الوعي الثقافي في المعرض العالمي؛ وسعت كل دولة جاهدة لمقارنة نفسها بالولايات المتحدة في محاولة لجذب الأمريكيين.

### الميراث
انتهى عصر سياسة حسن الجوار مع تصاعد الحرب الباردة في عام 1945، إذ شعرت الولايات المتحدة أن هناك حاجة أكبر لحماية نصف الكرة الغربي من النفوذ السوفيتي. تعارضت التغييرات مع المبدأ الأساسي لسياسة حسن الجوار المتمثل في عدم التدخل؛ وأدت إلى موجة جديدة من التدخل الأمريكي في شؤون أمريكا اللاتينية. هاجمت الولايات المتحدة بشكل مباشر أو غير مباشر حتى نهاية الحرب الباردة جميع الحركات الاشتراكية أو الشيوعية المشتبه بها على أمل إنهاء انتشار النفوذ السوفيتي. تضمنت تدخلات الولايات المتحدة في هذه الحقبة إطاحة وكالة المخابرات المركزية برئيس غواتيمالا جاكوبو أربينز في عام 1954؛ وغزو خليج الخنازير غير الناجح المدعوم من وكالة المخابرات المركزية في كوبا في عام 1961؛ والانقلاب البرازيلي في عام 1964 الذي ساعد على الإطاحة بالرئيس المنتخب ديمقراطيًا جواو جولار، واحتلال جمهورية الدومينيكان 1965-1966، وتقويض وكالة المخابرات المركزية للرئيس التشيلي سلفادور أليندي بين عامي 1970-1973، وعملية شارلي في أمريكا الوسطى، وعملية كوندور في أمريكا الجنوبية، وتخريب وكالة المخابرات المركزية لحكومة نيكاراغوا الساندينية منذ حوالي عام 1981 حتى عام 1990.
تأسست منظمة الدول الأمريكية بعد الحرب العالمية الثانية في عام 1949. بدأت الولايات المتحدة في تحويل تركيزها إلى جهود المساعدة وإعادة البناء في أوروبا واليابان. أهملت هذه الجهود الأمريكية إلى حد كبير دول أمريكا اللاتينية؛ وذلك على الرغم من أن المستثمرين ورجال الأعمال الأمريكيين لديهم بعض الحصة في دول الجنوب. عززت الولايات المتحدة علاقاتها مع أمريكا اللاتينية في أواخر خمسينيات القرن الماضي، وأطلقت بنك التنمية للبلدان الأمريكية والتحالف من أجل التقدم بعد ذلك. قدمت حكومة الولايات المتحدة الدعم للديكتاتوريات اليمينية من خلال عملية كوندور في أواخر ستينيات القرن العشرين كجزء من الحرب الباردة. تعاونت حكومة الولايات المتحدة مع الحكومات المحلية في سياق الحرب على المخدرات لمحاربة الكارتيلات، فتعاونت مثلًا مع خطة كولومبيا ومبادرة ميريدا.

### سياسة حسن الجوار مع كوبا
تسببت سياسة حسن الجوار في إلغاء تعديل بلات في عام 1934، وذلك على الرغم من استمرار الولايات المتحدة في ممارسة نفوذها على الشؤون الكوبية. أعربت الحكومة الأمريكية للحكومة الكوبية في أحد الأمثلة البارزة عن وجوب زيادة الحصص الأمريكية من السكر الكوبي بموجب اتفاقية تجارية مع فكرة أنها ستفيد اقتصاد كوبا المحلي بالمقابل.